# Coptomia cruciata
Coptomia cruciata är en skalbaggsart som beskrevs av Leon Fairmaire 1895. Coptomia cruciata ingår i släktet Coptomia och familjen Cetoniidae. Inga underarter finns listade i Catalogue of Life.